# Masaru Akiba
Masaru Akiba (jap. 秋葉 勝 Akiba Masaru; ur. 19 lutego 1984) – japoński piłkarz występujący na pozycji pomocnika. Zakończył karierę 1 lutego 2018 roku

## Kariera klubowa
Od 2002 roku występował w klubach Montedio Yamagata, Zweigen Kanazawa i FC Gifu.